# معركة خان عياش
معركة خان عياش أو الهجوم على خان عياش هي معركة وقعت في 2 أكتوبر 1918م في خان عياش وهي محافظة ريف دمشق تبعد عن دمشق 27 كيلومتر وتمثل هذه المعركة جزء من الحرب العالمية الأولى .